# Hémilly
Hémilly é uma comuna francesa na região administrativa de Grande Leste, no departamento de Mosela. Estende-se por uma área de 14,04 km². Em 2010 a comuna tinha 145 habitantes (densidade: 10,3 hab./km²).